# پیز بیورین
پیز بیورین (به لاتین: Piz Beverin) یک کوه در سوئیس است که در کانتون گراوبوندن واقع شده‌است. پیز بیورین ۲٬۹۹۸ متر بالاتر از سطح دریا واقع شده‌است.